# Vladlove
Vladlove (ぶらどらぶ Buradorabu?) es una serie de anime original creada por Mamoru Oshii. Es producida por Drive y Ichigo Animation y dirigida por Junji Nishimura. Su estreno iba a transmitirse en octubre de 2020, pero se retrasó debido a los efectos de la pandemia de COVID-19. La primera mitad de la serie se lanzó en línea en febrero de 2021. La serie es una comedia física (slapstick) centrada en una chica vampiro y una chica de secundaria.

## Sinopsis
Mitsugu Bamba es una estudiante de preparatoria que ve muy importante donar sangre. Visita con frecuencia un banco de sangre para donar, a pesar de que la enfermera no la trata demasiado bien. Un día, en el banco de sangre, conoce a una chica preciosa que parece ser extranjera. La chica está tan pálida que parece que vaya a desmayarse en cualquier momento... aunque repentinamente empieza a destrozar el banco de sangre. Después de esto la chica acaba desmayándose y Mitsugu la lleva a casa...

## Personajes
Mitsugu Bamba (絆播 貢?)
 Seiyū: Ayane Sakura
Mai Vlad Transylvania (マイ・ブラド・トランシルヴァニア Mai Burado Toranshiruvu~ania?)
 Seiyū: Rina Hidaka
Chihiro Chimatsuri (血祭 血比呂?)
 Seiyū: Romi Park
Nami Unten (雲天 那美 Unten Nami?)
 Seiyū: Yū Kobayashi
Maki Watabe (渡部 マキ Watabe Maki?)
 Seiyū: Saori Hayami
Kaori Konno (紺野 カオル Konno Kaoru?)
 Seiyū: Kanako Takatsuki
Jinko Sumida (墨田 仁子 Sumida Jinko?)
 Seiyū: Yōko Hikasa
Masumi Katsuno (勝野 真澄 Katsuno Masumi?)
 Seiyū: Kenta Miyake
Okada (岡田 Okada?)
 Seiyū: Kaito Ishikawa
Kambara (神原 Kambara?)
 Seiyū: Ryūnosuke Watanuki
Horita (堀田 Horita?)
 Seiyū: Tarō Kiuchi
Mai's dad (マイのパパ?)
 Seiyū: Hiroshi Iwasaki
Mitsugu's pops (貢のとーちゃん?)
 Seiyū: Jouji Nakata

## Producción y lanzamiento
La serie es creada por Mamoru Oshii, quien también es acreditado como director en jefe, y dirigida por Junji Nishimura. El guion es escrito por Oshii y Kei Yamamura con diseño de personajes de Issei Arakaki. Oshii anunció que el anime se centrará en cinco chicas jóvenes y no tendrá personajes masculinos prominentes. Fue anunciado en mayo de 2019, con más detalles revelados en junio del mismo año.
La serie es financiada por un solo inversor, Ichigo Animation, una filial de Ichigo Inc., un nuevo acuerdo de financiación en el anime japonés que reemplaza el «sistema de comité de producción esclerótica» y, según The Japan Times, les da a los directores como Oshii y Nishimura más libertad.
El tema principal del anime será interpretado por Kanako Takatsuki y Karin Isobe como parte de la unidad vocal y de baile BlooDye. Estaba programado para estrenarse en abril de 2020, pero se retrasó hasta el otoño del mismo año.

### Lista de episodios
| N.º | Título | Dirigido por        | Escrito por  | Fecha de emisión original |
| --- | --- | ------------------- | ------------ | ------------------------- |
| 1   | «La chica vampira emocionada» Transcripción: «Kyūketsu Musume no Chi ga Sawagu» (en japonés: 吸血娘の血が騒ぐ)                           | Shōta Hamada        | Mamoru Oshii | 13 de febrero de 2021     |
| 2   | «Vuelo nocturno por amor» Transcripción: «Ai no Yakan Hikō» (en japonés: 愛の夜間飛行)                                                   | Yūjirō Abe          | Kei Yamamura | 13 de febrero de 2021     |
| 3   | «Fiebre del Sabbath noche» Transcripción: «Sabato Naito Fībā» (en japonés: さばと・ナイト・フィーバー)                                   | Toshiyuki Sone      | Mamoru Oshii | 13 de febrero de 2021     |
| 4   | «La noche de Salamander» Transcripción: «Saramandā no Yoru» (en japonés: サラマンダーの夜)                                               | Toshihiko Hishikugo | Mamoru Oshii | 13 de febrero de 2021     |
| 5   | «Llegó papá» Transcripción: «Tōchan ga Kita» (en japonés: 父ちゃんが来た)                                                                | Sachiko Kanno       | Kei Yamamura | 13 de febrero de 2021     |
| 6   | «El castillo de Vania» Transcripción: «Akuma no Shiro Dorakyura» (en japonés: 悪魔の城ドラキュラ)                                        | Shōta Hamada        | Mamoru Oshii | 13 de febrero de 2021     |
| 7   | «Day for Night» | Sachiko Kanno       | Mamoru Oshii | 13 de marzo de 2021       |
| 8   | «Una laaaaaaaarga historia» Transcripción: «Rongu Sutōrī» (en japonés: ろんぐすとおりぃ)                                                 | Junji Nishimura     | Kei Yamamura | 13 de marzo de 2021       |
| 9   | «La técnica del tornillo» Transcripción: «Boruto-shiki» (en japonés: ボルト式)                                                           | Mizuho Nishikubo    | Mamoru Oshii | 13 de marzo de 2021       |
| 10  | «La prometida del monstruo de Frankenstein» Transcripción: «Kon'yakusha wa Jinzō Ningen» (en japonés: 婚約者は人造人間)                  | Toshiyuki Sone      | Kei Yamamura | 13 de marzo de 2021       |
| 11  | «La operación de una noche de verano: Misterio» Transcripción: «Manatsu no Yoru no Kaiki Dai Sakusen» (en japonés: 真夏の夜の怪奇大作戦) | Tomoe Makino        | Kei Yamamura | 13 de marzo de 2021       |
| 12  | «Entrevista con Mai» Transcripción: «Intabyū wizu Mai» (en japonés: インタビュー・ウィズ・マイ)                                          | Shōta Hamada        | Mamoru Oshii | 13 de marzo de 2021       |